# Zvi Rix
Zvi Rix (geboren als Franz Rix 18. April 1909 in Wien, Österreich-Ungarn; gestorben 11. Januar 1981 in Rechovot, Israel) war ein österreichisch-israelischer Arzt und Autor.

## Leben
Der Sohn des Theodor Rix (1871–1952) und seiner Frau Miriam geb. Hirsch (11. August 1882–1969) wuchs mit einer fünf Jahre jüngeren Schwester vermutlich bei den Eltern auf. Der Vater handelte mit Seilerwaren und unterhielt dafür ab 1914 ein Geschäftslokal in der Zollergasse 29. Seit 1917 wohnte man in der gleichfalls zum VII. Wiener Gemeindebezirk gehörenden Stiftgasse 27.
Im selben Haus hatte Franz Rix, nachdem er 1933 in Medizin an der Universität Wien promoviert hatte, eine eigene Wohnung. Adolph Lehmann’s allgemeiner Wohnungs-Anzeiger verzeichnet ihn dort 1934 und 1935 als „Rix Franz, MDr., Arzt“ und von 1936 bis 1938 als „Rix Franz, MDr., Spit.Arzt“. Die Stellung als Spitalarzt dürfte Rix spätestens mit dem „Anschluss Österreichs“ sofort verloren haben, und er verließ Österreich vermutlich noch im selben Jahr. Im Lehmann 1939 ist nur noch – und letztmals – „Rix Theodor, Kaufm., VII., Stiftg. 27“, nun ohne sein Seilerwarengeschäft, verzeichnet.
Renate Feikes’ Sammlung Emigration Wiener jüdischer Ärzte ab 1938 in die USA, speziell nach New York (Ärzte. Crd. 1-314) vermerkt: „Rix Franz Jude/E geb. 18.4. 1909, Wien 7, Stiftgasse 27/19 Prom.Wien 1933 […]“. Ob er die USA tatsächlich erreichte, ist unklar. Im Januar 1941 wurde jedenfalls „Franz Rix, Tel Aviv“ von der britischen Mandatsverwaltung für Palästina als Arzt zugelassen. Seiner erhaltenen Korrespondenz mit dem umstrittenen Psychoanalytiker und Chronologiekritiker Immanuel Velikovsky ist zu entnehmen, dass er spätestens 1962, nunmehr als Zvi Rix, in Jerusalem lebte und sich als Privatgelehrter mit der Untersuchung des psychologischen Erbes früherer Katastrophen in der menschlichen Kultur befasste. Ende der 1970er Jahre übersiedelte er mit seiner Frau Melitta geb. Gutwirth (1912–1998) nach Rechovot, wo er sich nicht nur durch das Fehlen von Bibliotheken „sehr abgeschnitten“ und einsam fühlte.

## Werk
Durch Übertragung psychoanalytischer Methoden auf ganze Gesellschaften und Massenbewegungen versuchte Rix die Mechanismen zu ergründen, mit denen vergangene Traumata von Generation zu Generation übertragen werden. Die Kräfte der Menschheitsgeschichte hielt er für nicht zufällig, sondern einer Deutung zugänglich. Er suchte nach Belegen für die Theorie, dass eine durch Kometen verursachte Zerstörung der Zivilisationen vor ca. 3500 Jahren den Geist der Menschen im Nahen Osten verwirrt und Zerstörungswut, religiöse Exzesse und sexuelle Abweichungen ausgelöst habe.
Am 12. April 1964 sandte er Velikovsky ein erstes Manuskript seines Essays über die Sphinx zu. In der vom Werk Velikovskys beeinflussten Zeitschrift Kronos. A Journal of Interdisciplinary Synthesis wurde Rix zunächst als „contributing editor“ und ab Frühling 1979 als Mitherausgeber („associate editor“) geführt. Rix und der Basler Chronologiekritiker Christoph Marx (1931–2016) reisten gemeinsam zu einer Konferenz mit dem Thema „Zeitalter im Chaos? Wie gültig sind Velikovskys Ansichten zur Frühgeschichte“, die am 7. bis 8. April 1978 in Glasgow stattfand.
Rix’ Schriften gelten als schwer lesbar. Er hinterließ ca. 25 unveröffentlichte Manuskripte und ein umfangreiches Archiv. Sein Nachlass wurde von Christoph Marx zur Verwahrung übernommen. Es spricht für sich, dass davon – abgesehen von 59 Seiten Mitteilungen zur Sphinx – bisher noch nichts veröffentlicht wurde.

“Zvi Rix, of all the cosmic heretics, went farthest into the exploration of correlations among ancient religious practices, sexuality, and commentary disasters. Marx took over his manuscripts from his widow, but the task of disentangling them and reformulating them into fairly conventional prose proved to be arduous.”

„Von allen kosmischen Ketzern trieb Zvi Rix die Erforschung der Zusammenhänge zwischen alten religiösen Gebräuchen, Sexualität und Kometenkatastrophen am weitesten. Marx übernahm seine Manuskripte von seiner Witwe, aber die Aufgabe, sie zu entwirren und in einigermaßen konventionelle Prosa umzuformulieren, erwies sich als mühsam.“

## „Auschwitz werden uns die Deutschen nie verzeihen.“
In seinem Buch Was ist Antisemitismus? schrieb Gunnar Heinsohn 1988:

„Ein 1909 in Wien geborener und 1981 in Rechovot/Israel gestorbener Freund, Zvi Rix, pflegte den Grund des Antizionismus in der Sentenz zu verdichten: ‚Auschwitz werden uns die Deutschen niemals verzeihen!‘“

Henryk M. Broder hatte 1986 noch ohne Namensnennung einen „klugen Israeli“ als Urheber der Sentenz bezeichnet. Ab 1997 wurde dieser „kluge Israeli“ meist, auch von Broder selbst, „Zvi Rex [sic!], israelischer Psychoanalytiker“ genannt. Zvi Rix habe „seinen Hobbes gelesen“, schrieb Heinsohn 2005 in seinem Buch Söhne und Weltmacht, und zitierte aus dem Leviathan: „Einem Menschen mehr Schaden zugefügt zu haben, als man wiedergutmachen kann […], veranlaßt den Täter, den Geschädigten zu hassen.“ Diese Weisheit Thomas Hobbes’ von 1651 münze „Zvi Rix, Israeli aus der Wiener Leopoldstadt und mit viel mehr Leidenschaft Forscher als Arzt […] – nach Auskunft seiner Witwe Melitta – in die Sentenz: Auschwitz werden uns die Deutschen niemals verzeihen.“
Allerdings waren darauf wohl schon andere vor Rix gekommen. Leo Katcher zitierte in seinem Bericht Post Mortem. The Jews in Germany--now, den er, nach einem neunmonatigen Aufenthalt in Deutschland, 1968 veröffentlichte, die jüdische Remigrantin Hilde Walter wie folgt:

„Es scheint, dass die Deutschen uns Auschwitz nie verzeihen werden. Das ist ihre Krankheit, und sie verlangen verzweifelt nach Heilung. Aber sie wollen sie leicht und schmerzlos. Sie lehnen es ab, sich unters Messer zu legen, das heißt: sich der Vergangenheit und ihrem Anteil daran zu stellen.“

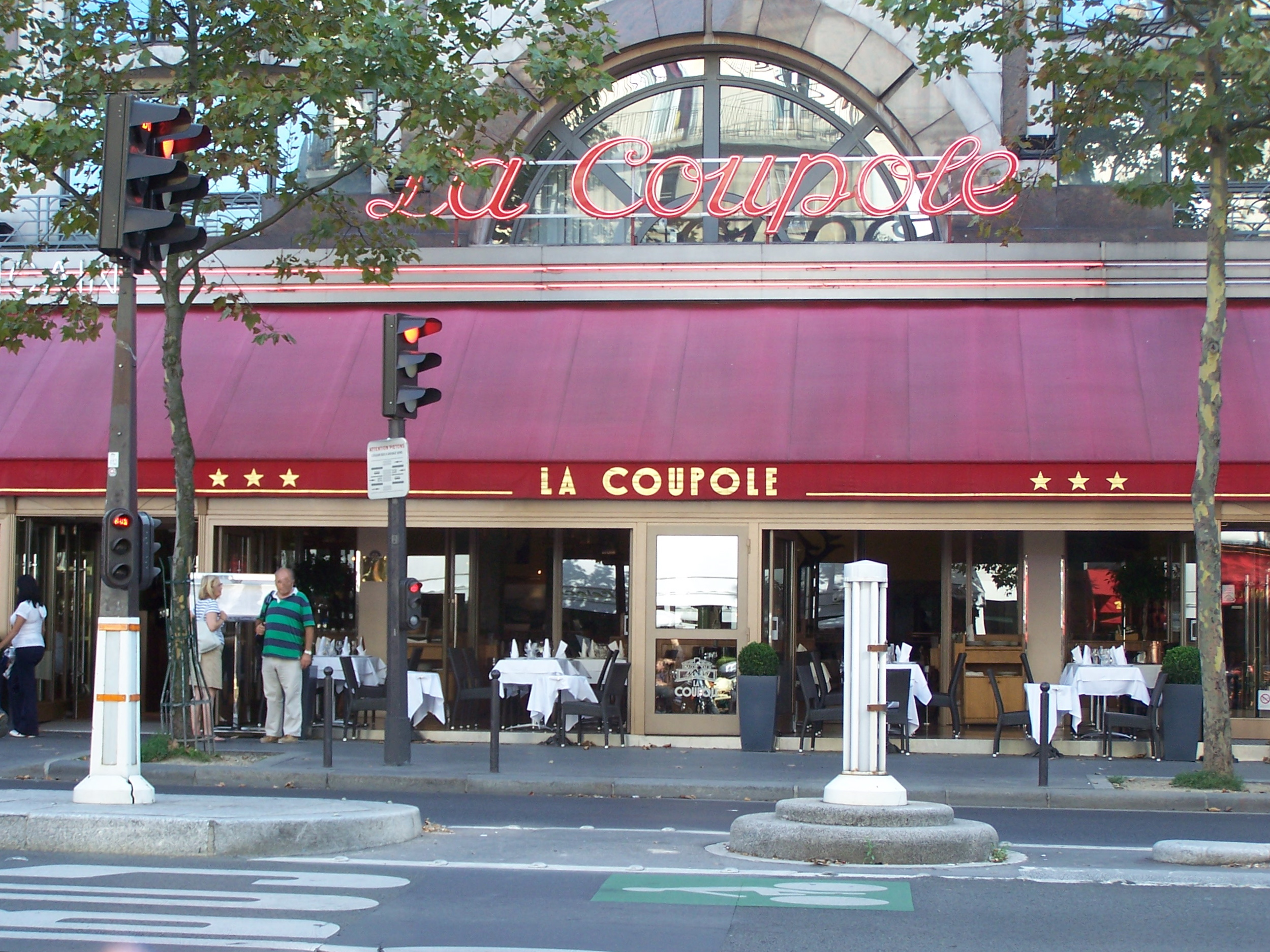
Brasserie La Coupole, 102 Boulevard du Montparnasse

Georg Stefan Troller schrieb zum 100. Geburtstag Stefan Heyms 2013:

„‚Sie werden uns nie verzeihen, was sie uns angetan haben‘, war ein bitteres Witzwort, das ich irgendwo aufgeschnappt hatte und später einem der Ausgestoßenen meiner filmischen Emigranten-Trilogie ‚Wohin und zurück‘ in den Mund legte. Danach kam ein Protestschreiben vom Anwaltsbüro des emigrierten Autors Hans Sahl, der den Satz in abgewandelter Form für sich beanspruchte. Und ebenfalls ein Anruf meines Freundes und Mitexilanten Stefan Heym mit ähnlicher Beschwernis. Bei seinem nächsten Besuch in Paris – auch Axel war zufällig anwesend – trafen wir uns im Café de la Coupole am Montparnasse. Seine vorherige Reklamation wischte Stefan Heym großmütig vom Tisch: ‚Judenwitze sind wie die berühmten Wanderpointen der Humoristen. Der eigentliche Urheber ist nicht mehr auszumachen. Schon gut, wenn dir beim Erzählen nicht gleich ein anderer Witzbold in die Parade fährt mit dem berüchtigten Satz ‚Eigentlich geht das so.‘“

1956 schrieb Friedrich Dürrenmatt in einer Würdigung zu Walter Mehrings 60. Geburtstag in Die Weltwoche:
»Genauer auf sein Leben eingehen, hieße eine moderne Odyssee schreiben [...]. Odysseus hat entweder heimzukommen oder umzukommen, beides ist für den Ruhm gleich dankbar, gleich verwendbar. Mehring ist nur davongekommen.«
1982 veröffentlichte Christoph Buchwald in seinen „Notizen zur Rezeption Walter Mehrings nach 1950“ mit dem Titel Odysseus hat entweder heimzukommen oder umzukommen folgende Zeile, die der 1981 verstorbene Mehring, der sich ebenfalls aus Nazi-Deutschland in die USA geflüchtet hatte, schon 1948 an Hans Sahl geschrieben hatte: 
„Man wird uns nie verzeihen, daß wir uns nicht haben erschlagen oder ein bißchen vergasen lassen.“

## Schriften
- The Great Terror, in: Kronos: A Journal of Interdisciplinary Synthesis, Bd. I, Nr. 1, 1975, S. 51–64
- Notes on the Androgynous Comet, in: S.I.S. Review. Journal of the Society for Interdisciplinary Studies, Bd. I, Nr. 5, Summer 1977, S. 17–19, Online-Version
- Mitteilungen zur Sphinx, bearbeitet von Angelika Müller, Podium Akademische Freiheit (PAF), Basel 1983, (Beiträge zur Rekonstruktion der Menschheits- und Naturgeschichte nach der Ereignisanalyse, Heft 4)